# Confédération des loisirs et des sports de l’esprit
Confédération des loisirs et des sports de l’esprit (kurz CLE) nennt sich die französische Dachorganisation verschiedener Denksportverbände. Der Verband wurde 1974 in Paris gegründet und umfasst die folgenden acht Unterverbände:
- Fédération Française de Bridge (Bridge)
- Fédération Française des Échecs (Schach)
- Fédération française de go (Go)
- Fédération française du jeu de dames (Dame)
- Fédération française des jeux mathématiques (mathematische Rätsel)
- Fédération française d’Othello (Othello)
- Fédération française de Scrabble (Scrabble)
- Fédération française de tarot (Französisches Tarock)